# Casa Sanant
La Casa Sanant és una obra amb elements gòtics i renaixentistes de Torroella de Montgrí (Baix Empordà) inclosa a l'Inventari del Patrimoni Arquitectònic de Catalunya.

## Descripció
Situat al carrer Major, és un casal entre mitgeres de tres crugies, formant per planta baixa i dos pisos, amb ràfec i coberta de teula. Els elements més remarcables de la façana són el portal d'accés d'arc de mig punt de pedra i la finestra superior, de tipologia gòtico-renaixentista. Les finestres presenten emmarcaments de pedra.

## Història
La casa Sanant va ser bastida durant el segle xvi i modificada en èpoques posteriors, especialment en el segle xviii. A les seves finestres hi figuren les dates del 1556 i del 1728.